# Ida Carey
Ida Carey, nata Ida Harriet Carey (Taonui, 3 ottobre 1891 – Hamilton, 23 agosto 1982), è stata una pittrice neozelandese.
La principale notorietà di questa pittrice neozelandese è quella di aver ritratto uomini, bambini e donne Mäori, tra cui la loro regina Dame Te Atairangikaahu.

## Biografia
Ida Carey è nata a Taonui, un borgo ormai inglobato nella cittadina di Feilding nel Distretto di Manawatu nell'isola nord che compone la Nuova Zelanda.
Era una dei quattro figli di Richard, un contadino emigrato dall'Australia nel 1870 con la moglie Elizabeth Keeble. Successivamente la famiglia si spostò vicino ad Hamilton per finire a Matamata nel 1921.
La Carey fu incoraggiata dal pittore inglese ma emigrato con la famiglia in Nuova Zelanda Horace Moore-Jones (1868-1922), famoso per aver preso parte e aver dipinto la Campagna di Gallipoli, a studiare pittura a Sydney, primo di numerosi viaggi in Australia. Nel 1926 il vescovo della cattedrale di San Pietro ad Hamilton la incaricò di dipingere un trittico ad olio. I suoi lavori nel 1928 e nel 1932 furono esposti all'Accademia di Belle Arti. 
Il lavoro di insegnamento e di incoraggiamento verso i giovani, le ragazze e tutti coloro che volevano intraprendere la strada dell'arte si concretizzò tramite l'incontro nel 1934 con la pittrice e fotografa Adele Younghusband con cui dettero vita alla Waikato Society of Arts di Hamillton. Un impegno che durò per oltre 50 anni.
Nel 1937 fece parte della Royal British Colonial Exhibition di Londra. Nel 1938 entro in contatto con il pittore italiano Antonio Dattilo Rubbo e rimase a studiare nella sua scuola per oltre sei mesi.
Dopo aver viaggiato in Europa ed in Inghilterra negli anni '50, intorno ai 70 anni, in seguito alla convalescenza dovuta ad un incidente automobilistico prese in esame la possibilità di raffigurare il popolo Mäori. Negli anni che seguirono furono intensi i contatti con quel popolo sia per conquistare la loro fiducia sia per poterli dipingere. Gli oltre 100 ritratti fanno parte di vari musei locali e la grande maggioranza dei suoi dipinti, eseguiti nel corso della sua vita ed ammucchiati nella sua abitazione alla sua morte, sono stati catalogati e fotografati dal Waikato Art Museum di Hamilton.